# Cassiopeidae
Cassiopeidae es una familia de medusas.

## Lista de géneros
Según el ITIS:
- Cassiopea Péron et Lesueur, 1809
- Toreuma Haeckel, 1880